# Olympische Jugend-Sommerspiele 2010/Teilnehmer (Angola)
| Gelbes Symbol für Goldmedaillen mit stilisierten Olympischen Ringen | Graues Symbol für Silbermedaillen mit stilisierten Olympischen Ringen | Braundes Symbol für Bronzemedaillen mit stilisierten Olympischen Ringen |
| ------------------------------------------------------------------- | --------------------------------------------------------------------- | ----------------------------------------------------------------------- |
| —                                                                   | —                                                                     | —                                                                       |

Die Jugend-Olympiamannschaft aus Angola für die I. Olympischen Jugend-Sommerspiele vom 14. bis 26. August 2010 in Singapur bestand aus 21 Athleten. Sie konnten keine Medaille gewinnen.

## Athleten nach Sportarten

### Basketball
Mädchen
- 16. Platz
- Kader
Artemis Afonso
Helena Francisco
Elisabeth Mateus
Ana Claudia Goncalves

### Handball
Mädchen
- 5. Platz
- Kader
Valdemira van Dunem
Jeovania Antonio
Jocelina Mateta Yanda
Irina Cailo
Suzeth Isabel Cazanga
Esmeralda Samuconga
Isabel Eduardo
Luiza Matamba
Iovania Valeria Quinzole
Ana Patricia Barros
Sara Cristina Luis
Ngalula Kanka
Albertina Mambrio
Catiana dos Santos

### Kanu
Jungen
- Jose Chimbumba
Canadier-Einer Slalom: 3. Runde
Canadier-Einer Sprint: 3. Runde

### Leichtathletik
Jungen
- Nelson Reis
1000 m: 17. Platz

### Schwimmen
Mädchen
- Mariana Henriques
50 m Brust: 22. Platz (Vorrunde)
100 m Brust: 30. Platz (Vorrunde)